# Джава (посёлок)
Джа́ва, или Дза́у (груз. ჯავა Джава, осет. Дзау) — районный центр, курортный посёлок городского типа (c 1961 года) в Закавказье.
Согласно административно-территориальному делению частично признанной Южной Осетии, контролирующей посёлок, является административным центром Дзауского района Южной Осетии; согласно административно-территориальному делению Грузии — центром Джавского муниципалитета края Шида-Картли Грузии.

## География
Расположен в 22 км к северу от бывшей железнодорожной станции Цхинвали и в 133 км к северо-западу от Тбилиси; в долине реки Большая Лиахви (левый приток Куры), на склонах Большого Кавказа (на высоте до 1120 м), покрытых смешанными лесами (дуб, бук, пихта, ель, сосна).

## История
Село с 1846 года по 1920-е годы являлось в Джавским сельским правлением Горийского уезда, Тифлисской губернии Российской империи.
С середины 19 века в посёлке действовала церковно-приходская осетинская школа. В период развала Российской империи поселок являлся одним из центров политических собраний южных осетин, Дзау был фактическим центром осетин южного кавказа, в период с 1918—1922 посёлок был разрушен. Однако после 1922-х годов активно застраивался, укрупнялся.
Решением Областных властей ЮОАО Дзау преобразован в районный центр, и в 1960 году получил статус посёлок городского типа.
29 апреля 1991 года в числе многих населённых пунктов Юго-Осетинской автономии Джава был почти полностью разрушен землетрясением, жертв среди жителей не было, так как Джавцы во время землетрясения были на митинге против президента Гамсахурдия. На ликвидацию последствий из Москвы Силаевым был направлен глава Российского корпуса спасателей Сергей Шойгу.
С середины 1990-х посёлок медленно самостоятельно восстанавливался (в основном частный сектор), также в посёлок было заселенно несколько десятков беженцев из центральной Грузии. В 1996, 1999 годах проводились встречи президентов Людвига Чибирова и Эдуарда Шеварнадзе, попытки полного урегулирования грузино-южноосетинского конфликта.
С 2006 года грузинские власти обвиняли российскую сторону в начале строительства крупной военной базы в Джаве, в ответ на обвинения осетинские власти заявляли о строительстве «кемпинга для туристов». В сентябре 2007 года обвинил Россию в строительстве военной базы президент Грузии Михаил Саакашвили. По заявлению бывшего советника президента РФ Андрея Илларионова, база в Джаве применялась для размещения российской военной техники ещё с 2003 года — в том числе благодаря тому, что миссия наблюдателей ОБСЕ не имела туда доступа.
К началу войны 2008 года, по информации грузинской стороны (в частности согласно мнению, озвученному Главой грузинского МВД Вано Мерабишвили), база в Джаве уже функционировала и уже тогда применялась для переброски и временной дислокации российских войск. Во время войны ВВС Грузии сбросили на посёлок пятисоткилограммовую бомбу, которую впоследствии взорвали российские сапёры. В ходе боёв за Цхинвали Джава использовалась как тыловой перевалочный пункт (в частности для отступления российских «градов» от Цхинвали и для переброски раненых), тогда же там временно размещалось правительство Южной Осетии. По информации издания «Коммерсант», Джава несколько месяцев подготавливалась к боям и к началу войны превратилась в хорошо оборудованный укрепрайон.
После признания в 2008 году Россией независимости Южной Осетии планировалось, что в Дзау будет размещена российская мотострелковая бригада.
1 февраля 2009 года в Джаве была официально основана 4-я гвардейская военная база российской армии. 7 апреля 2010 года Министрами обороны России Анатолием Сердюковым и Южной Осетии Юрием Танаевым было подписано Соглашение об объединенной российской военной базе на территории Южной Осетии.
- Районный парк отдых и культуры, с фонтанами с летним театром,
- Детский сад,
- Школа-интернат,
- Музыкальная школа,
- Офис банка,
- Офис связи «Мегафон Южная Осетия»,
- Гос.магазин «Багиата».

## Социально значимые объекты
- Здание районной администрации,
- Дворец культуры с кинотеатром,
- здание МВД,
- Прокуратура,
- Суд,
- Пожарная районная часть,
- Районная больница,
- Поликлиника,
- Гос.аптека,
- Детский Сад «Хурзарин»,
- Детский сад «Саби»,
- Школа интернат,
- Средняя общеобразовательная школа,
- Музыкальная школа,
- Художественная школа,
- Детско-юношеская спортивная школа,
- Библиотека,
- Районный парк отдыха и культуры,
- Почта,
- Салон связи «Мегафон Южная Осетия»,
- Банк,
- Гостиница,
- районный рынок.

## Население
| 1886  | 1897 | 1939 | 1959  | 1970  | 1979  | 1989  |
| ----- | ---- | ---- | ----- | ----- | ----- | ----- |
| 807   | ↘617 | ↗768 | ↗2320 | ↘1886 | ↘1502 | ↗1524 |
| 2015  |      |      |       |       |       |       |
| ↗2111 |      |      |       |       |       |       |

## Уличная сеть
- Ленина (центральная, Транскам)
- Геннадия Санакоева,
- Курортная,
- Коста Хетагурова,
- Лиахвская,
- Больничный переулок,
- Дачная.

## Климат
Климат: умеренный влажный. Зима снежная; средняя температура января −4 °C; устойчивый снежный покров удерживается с середины декабря до середины марта. Лето тёплое; средняя температура в июле-августе 18 °C. Осадков 950 мм в год, более половины их приходится на апрель — октябрь. Средняя годовая относительная влажность 72 %. Число часов солнечного сияния ок. 2200 в год.

## Курорт
Наряду с мягким климатом курортные ресурсы Джавы составляют минеральные воды, известные местному населению с давних пор. Однако с лечебными целями они стали применяться лишь с 1927 года, когда здесь был построен пансионат на 50 мест (с 1937 года — санаторий на 200 мест). Гидрогеологические работы в районе Джавы проводились в 1928—32 гг. экспедицией АН СССР; в 1935—36 сотрудниками Грузинского НИИ курортологии и физиотерапии были исследованы состав и лечебные свойства джавских минеральных вод. По химическому составу они относятся к углекислым гидрокарбонатно-хлоридным натриевым; содержат бром (до 8 мг/л) и йод (до 2 мг/л), их минерализация 5—7 г/л. Суточный дебит двух скважин 20 тыс. л. Минеральная вода обладает лечебными свойствами и используется для питьевого лечения и розлива в бутылки (на заводе в с. Уанел под названием «Дзау»).
До землетрясения 1991 г. в посёлке функционировал профсоюзный санаторий «Дзау» (на 200 мест) и турбаза. Летом в окрестностях курорта действовал детский оздоровительный лагерь.